# مستوى سهمي
مستوى سهمي أو مستوى طولي (بالإنجليزية: sagittal plane)‏ هو مستوى تشريحي يقسم الجسم إلى نصفين أيمن وأيسر.

## صور إضافية

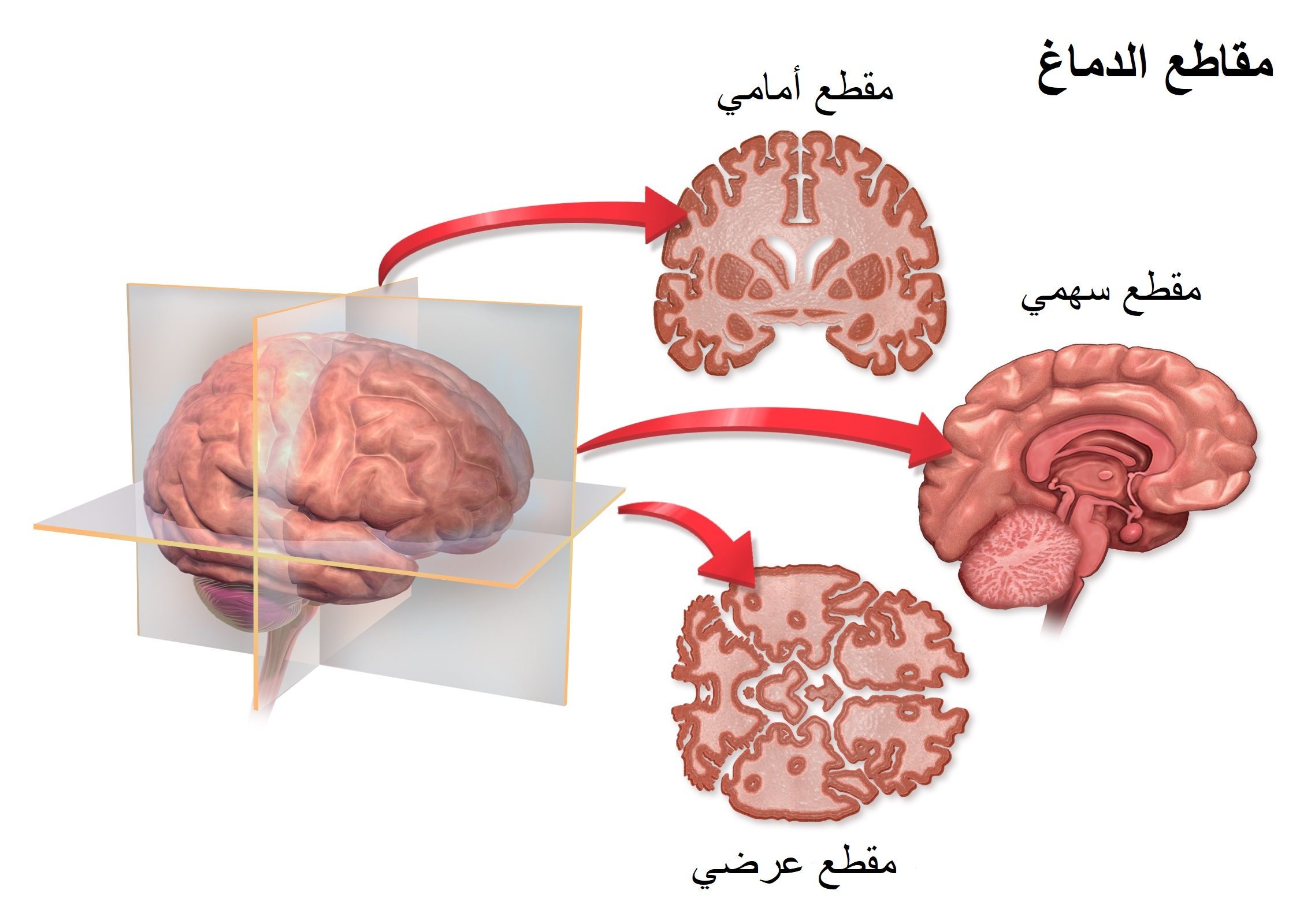
مستوى مقعطي للدماغ.
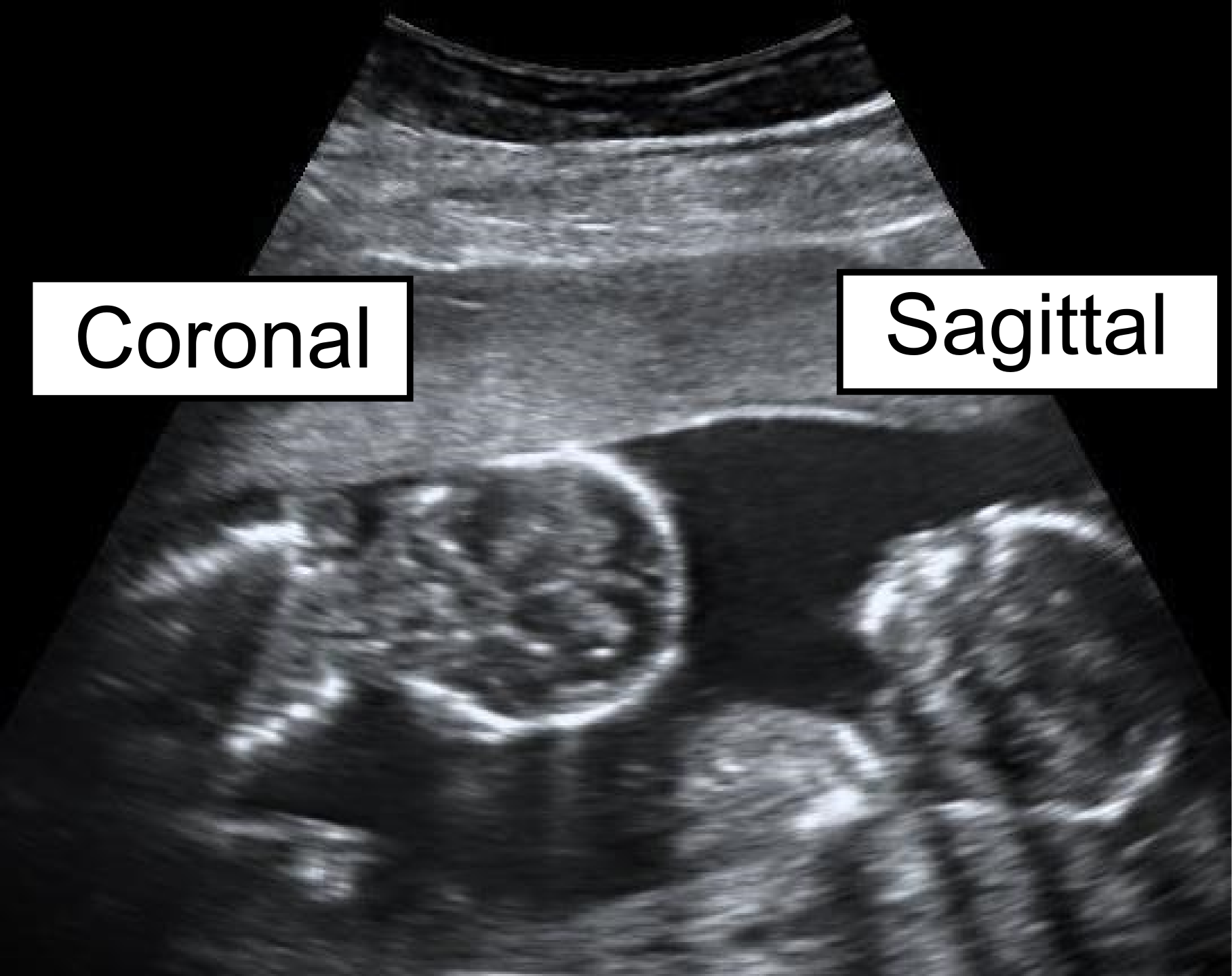
توائم متطابقة عندما كان عمر الحمل 15 أسبوعا, يظهر في المستويين الإكليلي والسهمي على التوالي.
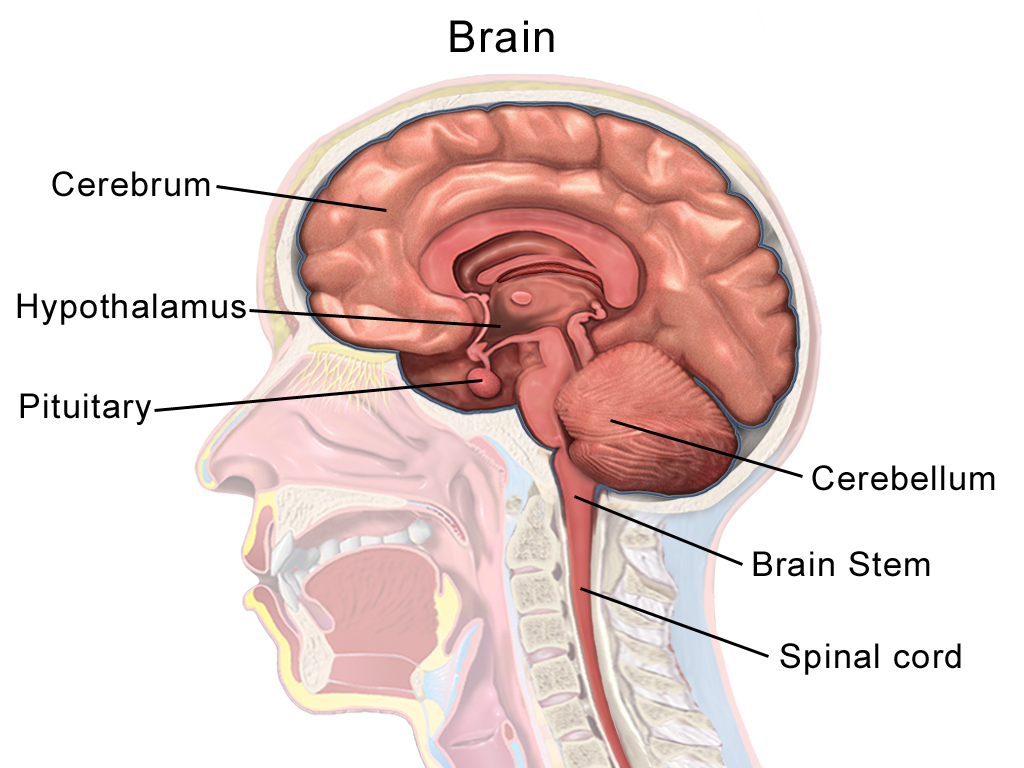
تشريح للدماغ (سهمي).